# آلیس پگلر
آلیس مارگاریت پگلر (۲۱ ژوئیه ۱۸۶۱ میلادی - ۱۷ ژوئن ۱۹۲۹ میلادی) معلم و جمع‌آوری کننده گیاه اهل آفریقای جنوبی بود.
آلیس، فرزند اس. مکین پگلر، در صومعه دومینیکن واقع در کنس تحصیل کرد. او با وجود این که آموزش‌های معلمی دیده بود، حرفهٔ خود را رها کرد و در شهر کنتانی ساکن گشت. او در طول حیاتش از مشکلات مرتبط به سلامتی رنج می‌برد و دچار مشکلات مزمن بیماری بود.
او در طول اقامتش در کنانتی شروع به جمع‌آوری نمونه‌های گیاهی موجود در شعاع پنج مایلی روستا کرد. کلکسیون جمع‌آوری شده توسط آلیس باعث شد که او با گیاه شناسانی همچون پیتر مک اوان، هری بلوس، هنری هارولد ولش پیرسون، سلمار شونلند از طریق نامه نگاری ارتباط برقرار کند. او یادداشت‌هایی از مشاهدات خود از گیاهان کنتانی در طول فصل‌های مختلف سال در مجلات علمی منتشر کرد. هرچند کار او خود را محدود به گیاهشناسی نبود بلکه همچنین او به جمع‌آوری سوسک‌ها، مگس‌های گال زا، عنکبوت‌ها و عقرب‌ها نیز پرداخت. در سال ۱۹۰۳ او به ایالت ترانسوال آفریقای جنوبی سفر کرد و به کار جمع‌آوری خود در منطقه بین راستنبرگ و ژوهانسبورگ ادامه داد. در نهایت مشکلات مربوط به بیماری باعث شد که تمرکزش را تنها بر مطالعه قارچ‌ها و جلبک‌ها قرار دهد. در سال ۱۹۱۸ فهرستی از قارچ‌هایی که جمع‌آوری کرده بود را در مجله علمی منتشر کرد. به خاطر زحماتی که علیرغم مشکلات سلامتی برای جمع‌آوری این نمونه‌ها کشیده بود، هری بلوس گیاه‌شناس، در جلد دوم کتاب ارکیدهای آفریقای جنوبی خود به او ادای احترام کرد. بلوس از وی به عنوان فردی یاد کرد که «علیرغم سلامتی شکننده اش، در کشف گیاهان اطراف خود خستگی ناپذیر بود». مطالعات آلیس در هفت سال پایانی عمر به علت بیماری متوقف شد. نمونه‌های جمع‌آوری شده او که به حدود ۲۰۰۰ نمونه می‌رسید به مؤسسه ملی گیاه‌شناسی آفریقای جنوبی در پرتوریا اهدا شد.
در سال ۱۹۱۲، او به افتخار استثنایی عضویت انجمن لینه‌ای‌های لندن نائل شد. به افتخار آلیس پگلر گیاه Aloe peglerae، جنس Peglera Bolus (که مترادف برای Nectaropetalum گشت)، Chironia peglerae Prain, Chionanthus peglerae (C.H. Wr.) Stearn، و قارچ‌های Puccinia peglerans,Evenaalie و بسیاری از گونه‌های دیگر از اسم او نام‌گذاری شدند.